# Lady Nahema
Lady Nahema è uno dei personaggi del fumetto italiano Dampyr.

## Il personaggio
Lady Nahema è una demonessa, agente operativo della Squadra del Male diretta dal Maestro della Notte Nergal. Dotata di una bellezza fuori dal comune, è particolarmente adatta in caso di macchinazioni che prevedono il plagio di esseri umani, soprattutto di sesso maschile, ed è inoltre in grado di scandagliare le menti delle proprie vittime. Harlan e compagni hanno a che fare la prima volta con lei in Nordamerica, tra Stati Uniti e Canada, quando vengono contattati da Anyel Zant per rintracciare l'angelo ribelle Kasdaeth (alias Grigor Kasday), sulle cui tracce vi sono anche Lady Nahema ed i Naphidim, speranzosi di convincerlo ad uccidere il Dampyr. Scongiurato tale pericolo, Harlan e Lady Nahema si reincontrano tempo dopo a Venezia, dove la bella demonessa plagia un ladro, Veniero Zen, trasformandolo in un assassino ai suoi ordini, al fine di rimuovere qualsiasi ostacolo nella ricerca della gemma Abraxas al fine di liberare il démone Belyalis.
Anche stavolta, tuttavia, la missione di Lady Nahema naufraga grazie all'intervento di Harlan.
In seguito Nahema e Semyaza, il capo dei Naphidim, riescono ad attirare in trappola Harlan in una fortezza naphidim nei meandri del multiverso ma grazie all'intervento del ritornante Kasdaeth i Naphidim sono annientati e Nahema è dispersa su un mondo barbarico.
Harlan incontra nuovamente Nahema nel multiverso dove stringono una inedita e momentanea alleanza contro Sho-Huan alla fine della quale Nahema torna sulla Terra da dove pianifica di ritornare sui mondi infernali.